# Zahi Hawass
Zahi Hawass (Arabisch: زاهى حواس) (Damietta, 28 mei 1947) is een Egyptisch egyptoloog. Hij verwierf vooral bekendheid met zijn onderzoek naar Toetanchamon en in zijn functie als manager van het plateau van Gizeh. Tevens staat hij bekend als een fervent tegenstander van piramidologie, de pseudowetenschappelijke uitleg van de Egyptische piramiden.

## Opleiding
Hawass begon zijn carrière als archeoloog. Deze studie voltooide hij aan de universiteit van Alexandrië in 1967, met als specialisatie de Grieks-Romeinse archeologie. In 1980 behaalde hij in Caïro zijn diploma van egyptoloog.
In 1983 voltooide hij zijn master aan de universiteit van Pennsylvania. Maar Hawass wilde meer en promoveerde in 1987, eveneens in Pennsylvania.

## Carrière
Hawass was vaak inspecteur op verschillende archeologische sites, zoals Edfu (1969),  Aboe Simbel (1973) en Gizeh (1974). Van 1974 tot 1979 was hij zelfs hoofdinspecteur op de site van Gizeh. Van 1987 tot 1997 was hij directeur van de site van Gizeh. Nadien ging hij werken bij de overheid. Vanaf 2002 tot 2011 was hij secretaris-generaal van de Hoge Raad voor Antiquiteiten. Hawass leidde ook verschillende opgravingen, zoals bij de Sfinx en in de piramide van Choefoe (Cheops).
Daarnaast maakt Hawass zich al jarenlang sterk om zo veel mogelijk Egyptische antiquiteiten van over de hele wereld terug te halen naar Egypte. Veel archeologische schatten zijn vooral in de 19de eeuw 'geroofd' door de toenmalige grote westerse mogendheden. Zo zijn de obelisken die in verscheidene westerse hoofdsteden staan, afkomstig uit het oude Egypte. Hawass uitte onder andere kritiek op het feit dat de buste van Nefertiti in Berlijn staat en begon een rechtszaak om deze terug naar Egypte te krijgen.

In 2002 werd Hawass benoemd tot secretaris-generaal van de Supreme Council of Antiquities. Tijdens de 25 januari revolutie van 2011 werd hij opgenomen in de regering van premier Ahmed Shafiq als minister van Oudheden maar trad een paar weken later weer af. Op 30 maart 2011 meldde hij echter op Twitter dat hij weer de minister van Oudheden was. Maar dit keer van korte duur: op 17 juli 2011 trad hij af.

## Toetanchamon
Op 5 januari 2005 kreeg Zahi Hawass de kans om een CT-scan te maken van de mummie van Toetanchamon. Na aanvankelijke problemen (zo crashte de computer en dat bracht het team in tijdnood) kon men toch een digitale reconstructie maken van de mummie.
Op basis van die informatie hebben forensische experts een reconstructie kunnen maken van het gezicht van Toetanchamon en heeft men de vermoedelijke doodsoorzaak vastgesteld: een breuk aan de knie en koudvuur.
In 2009 heeft men de mummie wederom gescand. Uit dit onderzoek is gebleken dat Toetanchamon naar alle waarschijnlijkheid gestorven is aan de gevolgen van de ontsteking in zijn knie, gecombineerd met malaria.

## Hatsjepsoet
Hawass maakte in 2007 bekend dat hij de mummie van de vrouwelijke farao Hatsjepsoet heeft geïdentificeerd. Maar er zijn ook egyptologen die het bewijs dat Hawass presenteerde veel te summier vinden en deze conclusie dan ook van de hand wijzen.

## Kritiek
De meeste egyptologen prijzen Hawass voor zijn inzet voor de egyptologie en ook de wijze waarop hij zijn landgenoten meer betrokken heeft bij de studie van hun voorouders. Maar er komt de laatste tijd ook meer kritiek op de wijze waarop Hawass zichzelf naar voren schuift, vooral in de populaire media, als de autoriteit van de egyptologie. Er is bijna geen onderzoek in Egypte meer mogelijk zonder Hawass eerst eer te betuigen, sommigen noemen hem zelfs De Onvermijdelijke. Als een egyptoloog ooit kritiek op hem leverde, of hem niet raadpleegt of zelfs passeert alvorens nieuwe ontdekkingen bekend te maken, krijgt deze bijna zeker geen toestemming meer voor nieuwe opgravingen.